# Benjamin Lemaire
Benjamin Lemaire, (15 de julio de 1985) es un director de cine y escritor francés.

## Biografía
Nacido en el seno de una familia de músicos, Lemaire estudió en la escuela secundaria de Nassau (Sedan) en clase con Élise Bussaglia, y fue simpatizante del CS Sedan Ardennes, antes de ir al instituto Paul Verlaine de Rethel.  Se le describe como un "adolescente bastante solitario que no tenía demasiado éxito con las chicas, muy friki y aficionado a los videojuegos". Tras su diploma de ciencias, estudió audiovisuales en la universidad de Troyes en 2003, donde dirigió sus primeros cortometrajes.
Su comenzó su vida profesional como agente en 2005.
En 2014, Lemaire se presentó a las elecciones municipales de París con el lema "Ya tengo el nombre, dame el papel". La futura alcaldesa de París, Anne Hidalgo, anunció con humor que le votaría.
Bloguero desde 2003, escribió un artículo de opinión semanal sobre satyric blog Megaconnard. Su artículo fue comentado muchas veces en grandes medios de comunicación. Él es conocido en la industria de la música por descubrir muchos jóvenes talentos como Lilly Wood and The Prick, Shaka Ponk, Skip the Use, Justin Bieber  y muchos otros. También colabora con Agoravox y Le Post, antes de unirse al blog de música y producción de Le Hiboo como fotógrafo y director. En 2009, creó el portal de música francesa Rock Me Up, antes de crear Soul Kitchen, como referencia a The Doors. Vendió su actividad para crear Le Transistor en 2010, blog y producción de música francesa, en asociación con el activista francés Agnès Bayou.
Creó su primera productora Act'ivia en 2006 como estudiante. En 2008 creó la asociación sin ánimo de lucro Clap Avenir (renombrada Imag'in) para defender los derechos de los jóvenes artistas. 
Él consiguió un programa de radio en Radio Neo Radio Neo > por 2 años, antes de ensamblar la radio Virgin en 2013.
Como director, realizó unas 300 películas de música. Sus colaboraciones en video incluyen Justin Bieber, Bruno Mars, Asaf Avidan, etc. Dirigió su primera película en el cine Lilly Wood y The Prick au Trianon en 2013, producida por Pathé.
Como fotografiado, trabajó en Maxppp, Wostok Press y Virtuo Press como fotógrafo de prensa. Su trabajo fue publicado en muchos medios como Le Monde, Libération ... En 2008, se unió a la agencia de música Dalle para sus imágenes musicales. Fotografió cerca de 1000 conciertos y trabajó con estrellas de la música como Patti Smith, Lady Gaga, Miley Cyrus o Rihanna.
En 2015 trabajó como director artístico de la startup YouTube Label. Ese mismo año creó SocialTube, la primera agencia de talentos dedicada a youtubers e influencers. Gestionó al gamer profesional Kayane, a youtubers como Wesley Krid y Sparkdise, o produjo webseries como Trendy5.
Ese mismo año creó la agencia creativa Digital VIP para asesorar a los famosos.
Apodado el "community manager de las estrellas" o "el amigo de las estrellas", ha asesorado a grandes celebridades como las actrices Sophie Marceau, Emmanuelle Béart o la oscarizada Juliette Binoche, a actores como Raphaël Personnaz, a músicos como el rapero JoeyStarr o a humoristas como Kheiron, un trabajo que es analizado y destacado regularmente por los medios de comunicación.
Lemaire conoció a Marceau a través del agente Dominique Besnehard, al que conoció en una reunión de Ségolène Royal en 2008. Estuvo detrás de un vídeo en el que la actriz filmaba en la calle a los paparazzi que la perseguían, de un vídeo humorístico en el que parodiaba un anuncio de Dior, de su apoyo a Jacqueline Sauvage que provocó la cobertura mediática del caso, de su rechazo a la Legión de Honor y de la mayor parte de su bullicio en las redes sociales.

## Filmografía

### Película
- 2017 – Requiem (rodaje)
- 2013 – Lilly Wood and The Prick au Trianon

### Video musical
- 2015 – Wigwam Squaw: Eye
- 2014 – Ben Mazué: Vivant
- 2014 – Wigwam Squaw: Sam's revolver
- 2013 – Wigwam Squaw: Armchair
- 2012 – Wigwam Squaw: Set You on Fire
- 2011 – Wigwam Squaw: NFM
- 2011 – Wigwam Squaw: Intro
- 2011 – Les Rois de la Suède: Ta liberté de voler
- 2010 – Yules: Absolute Believer
- 2006 – Salut à toi

### Conciertos en directo
- 2014 – Wigwam Squaw
- 2013 – Stuck in The Sound: live à l'EMB Sannoirs
- 2011 – Cheers: Live à La Clef
- 2010 – Rococo à La Maroquinerie
- 2010 – Corinne Bailey Rae
- 2010 – Grand Corps Malade
- 2009 – Sacha Page au Gibus

### Cortometraje
- 2017 – A nightmare
- 2017 – La mélodie du silence (writer)
- 2015 – A Woman
- 2011 – Attention
- 2006 – Rapt
- 2005 – Clair Obscur (many awards)
- 2004 – Esprit es-tu là?
- 2003 – Sous le lit

### Webseries
- 2017 – 30 seconds in Paris
- 2016 – Trendy5
- 2012 – Saint Zak
- 2011 – The We Pop Sessions
- 2010-2016 – The Transistor Sessions (starring The Script, Texas..)
- 2010-2011 – P20ris (starring Lilly wood and the prick, Asaf Avidan, Shaka Ponk..)
- 2010 – The SK*wat Sessions
- 2009-2010 – The SK* Sessions (starring Justin Bieber..)

### Comerciales
- 2014 – Redbull
- 2013 – Orange
- 2013 – Playtex, starring Mathilda May
- 2004 – Dust Buster
- 2004 – TDS 2004

### Película de la empresa
- 2015 – Les cinémas Gaumont Pathé
- 2009 – Doctissimo
- 2006 – Les Deux Choses

### Entrenador
- 2008 – Ça va bientôt faire 15 ans..., by Coline Pagoda starring Tilly Mandelbrot
- 2007 – Un autre jour de Maxence Hayek (vocal entrenador)
- 2006 – Les Yeux Bandés, by Thomas Lilti starring Léo Legrand
- 2006 – Jacquou Le Croquant, by Laurent Boutonnat starring Léo Legrand
- 2006 – Salut à toi (vocal entrenador)
- 2005 – Online et + si..., by Mizapart
- 2005 – Effrayant, by  Alexandre Richard
- 2005 – Voyage à travers l'énergie (vocal entrenador)
- 2004 – Esprit es-tu là?, by Sonia Fernandes
- 2004 – Problématique, by Sonia Fernandes

## Libros
- 2018 - Cahier A : illusions submergées, ISBN 9781986038584 (co-written by Julien Dujardin)
- 2017 - connivences, ISBN 978-1981614585 (co-written by Julien Dujardin)
- 2017 - Renaissances, ISBN 9781981617838
- 2017 - Randomness,[51] ISBN 9781979691833 (written with an algorithm, passed Turing Test)
- 2016 - Divagations surréalistes, ISBN 9781539164838
- 2016 - Recyclage: Textes ratés et oubliés, ISBN 9781537737447
- 2015 - Effluves, ISBN 9781537772172
- 2014 - Aléas: Une œuvre intégralement écrite par un ordinateur, ISBN 9781537771922 (written with an algorithm)
- 2013 - Etudes du Néant, ISBN 9781981617838